# Villalpando
Villalpando é um município da Espanha na província de Zamora, comunidade autónoma de Castela e Leão, de área 127,30 km² com população de 1624 habitantes (2004) e densidade populacional de 12,76 hab/km².

## Demografia
| Variação demográfica do município entre 1991 e 2004 | Variação demográfica do município entre 1991 e 2004 | Variação demográfica do município entre 1991 e 2004 | Variação demográfica do município entre 1991 e 2004 |
| --------------------------------------------------- | --------------------------------------------------- | --------------------------------------------------- | --------------------------------------------------- |
| 1991                                                | 1996                                                | 2001                                                | 2004                                                |
| 1880                                                | 1782                                                | 1665                                                | 1624                                                |